# Ꚋ
Ꚋ, ꚋ – litera rozszerzonej cyrylicy. Wykorzystywana dawniej w językach: abchaskim (oznaczała dźwięk [tʰ]), osetyjskim ([tʼ]) i czuwaskim ([c]).

## Kodowanie
| Znak                   | Ꚋ                                           | Ꚋ                                           | ꚋ                                         | ꚋ                                         |
| ---------------------- | ------------------------------------------- | ------------------------------------------- | ----------------------------------------- | ----------------------------------------- |
| Nazwa w Unikodzie      | cyrillic capital letter te with middle hook | cyrillic capital letter te with middle hook | cyrillic small letter te with middle hook | cyrillic small letter te with middle hook |
| Kodowanie              | dziesiątkowo                                | szesnastkowo                                | dziesiątkowo                              | szesnastkowo                              |
| Unicode                | 42634                                       | U+A68A                                      | 42635                                     | U+A68B                                    |
| UTF-8                  | 234 154 138                                 | ea 9a 8a                                    | 234 154 139                               | ea 9a 8b                                  |
| Odwołania znakowe SGML | &#42634;                                    | &#xA68A;                                    | &#42635;                                  | &#xA68B;                                  |